# Erik Nordsæter Resell
Erik Nordsæter Resell, né le 28 septembre 1996 à Trondheim, est un coureur cycliste norvégien. Il évolue au sein de l'équipe Uno-X Pro.

## Biographie

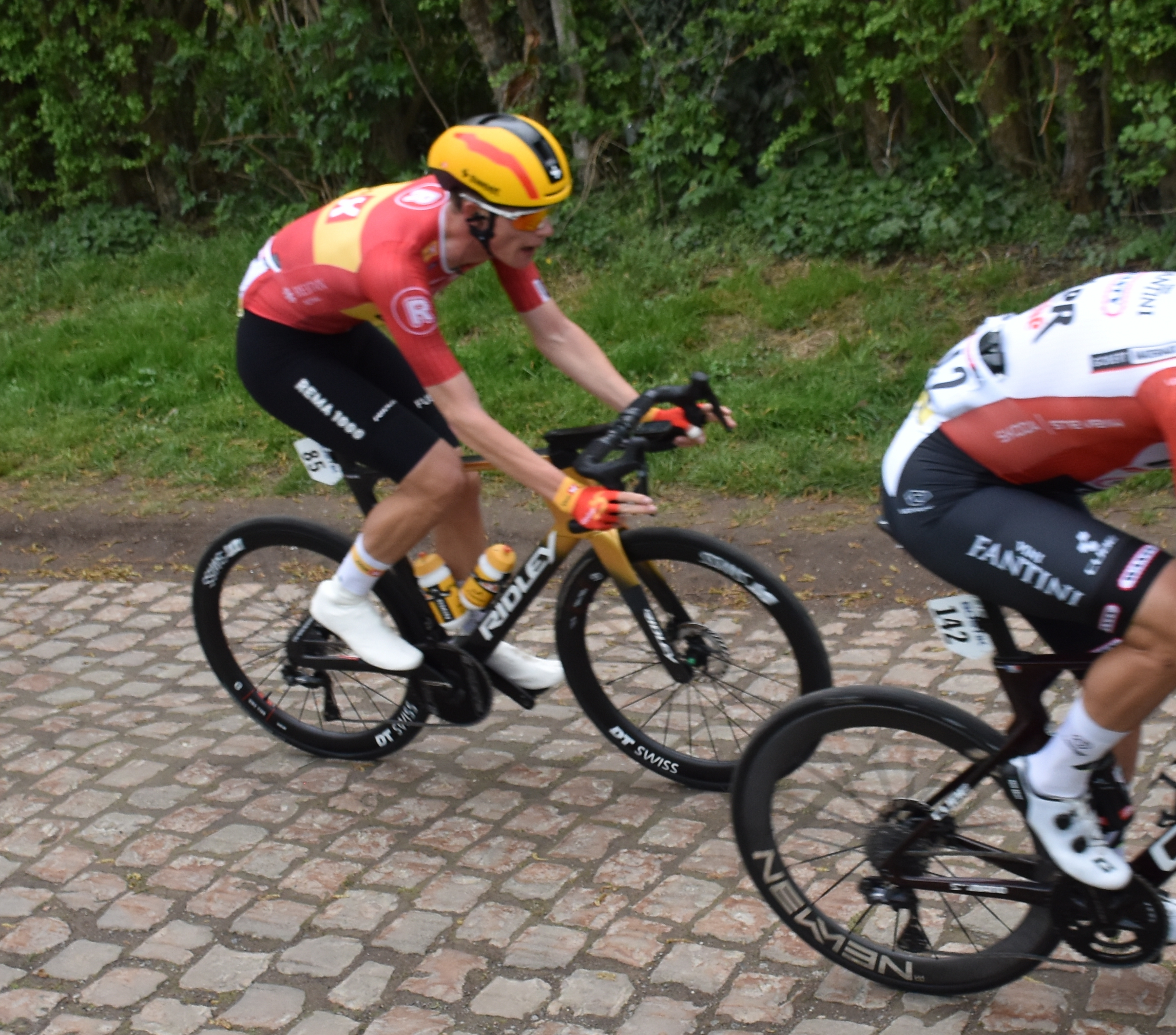
Erik Nordsaeter Resell #85
Paris-Roubaix 2025.

En novembre 2016, Erik Nordsæter Resell devient champion de Norvège de cyclo-cross.
À la fin du mois d'avril 2023, Uno-X Pro annonce l'extension du contrat d'Erik Nordsæter Resell jusqu'en fin d'année 2026.

## Palmarès sur route

### Par année
- 2017
  - 2e du championnat de Norvège du contre-la-montre par équipes
- 2018
  - Circuit Het Nieuwsblad espoirs
  - 2e de Paris-Tours espoirs
- 2020
  - 3e de Gylne Gutuer

### Classements mondiaux
| Année                                 | 2017  | 2018 | 2019  | 2020 | 2021 | 2022 | 2023 | 2024  |
| ------------------------------------- | ----- | ---- | ----- | ---- | ---- | ---- | ---- | ----- |
| Classement mondial                    | 2442e | 857e | 2223e | 830e | 638e | 911e | 706e | 1853e |
| UCI Europe Tour                       | 1585e | 518e | 1430e | 665e | 512e | 667e | nc   | nc    |
|                                       |       |      |       |      |      |      |      |       |
| Légende : nc = non classéSource : UCI |       |      |       |      |      |      |      |       |

## Palmarès en cyclo-cross
- 2016-2017
  -  Champion de Norvège de cyclo-cross